# Парма (щит)

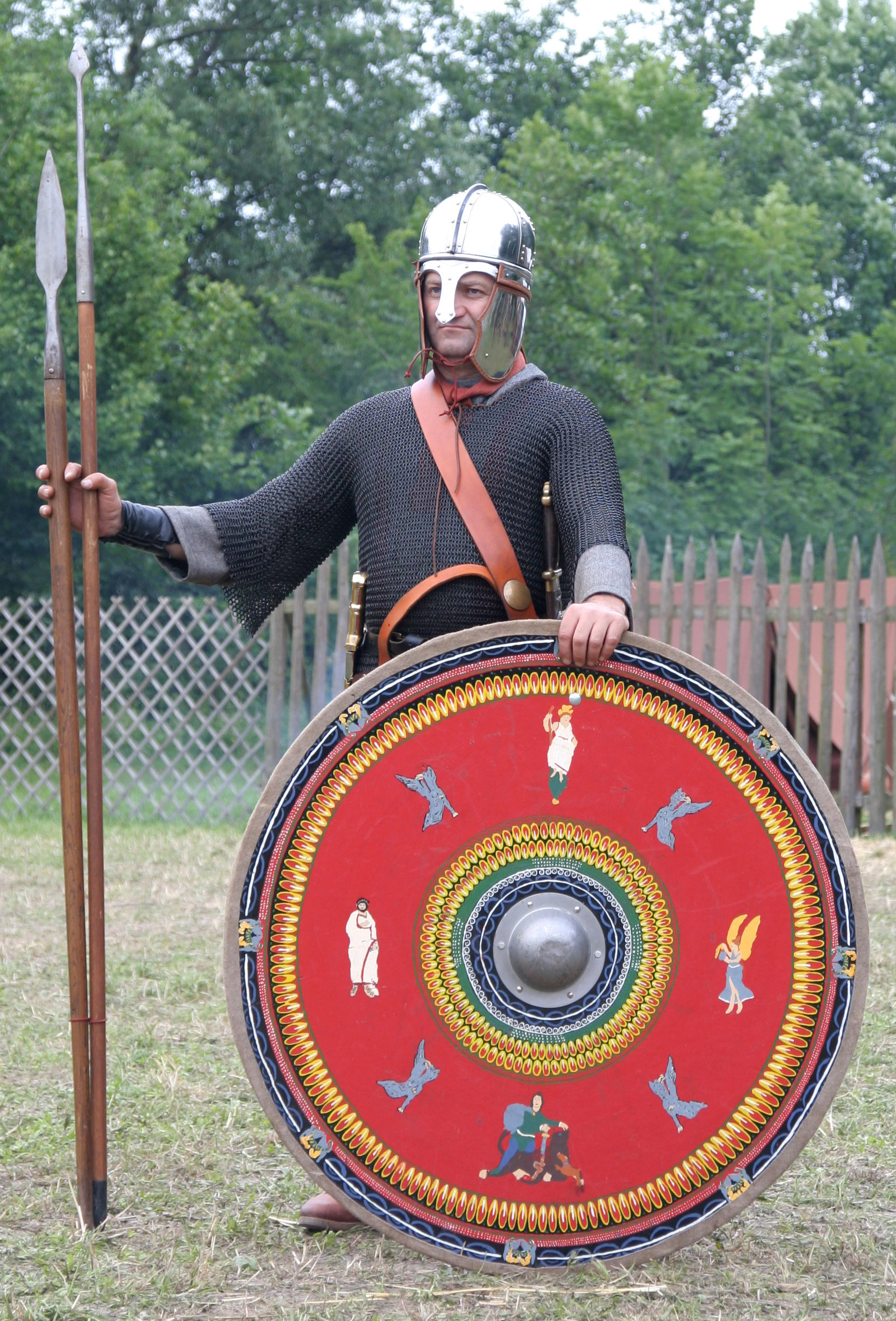
Реконструкция вооружения римского воина III века с пармой.

Парма (лат. parma) — круглый щит, который использовался в Древнем Риме, в частности, в позднеимперский период. Иногда к нему употребляют уменьшенную форму «пармула» (parmula).

## Описание
Парма выглядела наподобие деревянного диска около 90 см в диаметре. Ее делали из деревянных досок, которые располагались горизонтально, обтягивали кожей, кромки усиливали металлической окантовкой, а центр — металлическим набалдашником-умбоном. С внутренней стороны крепили рукояти.

## Использование

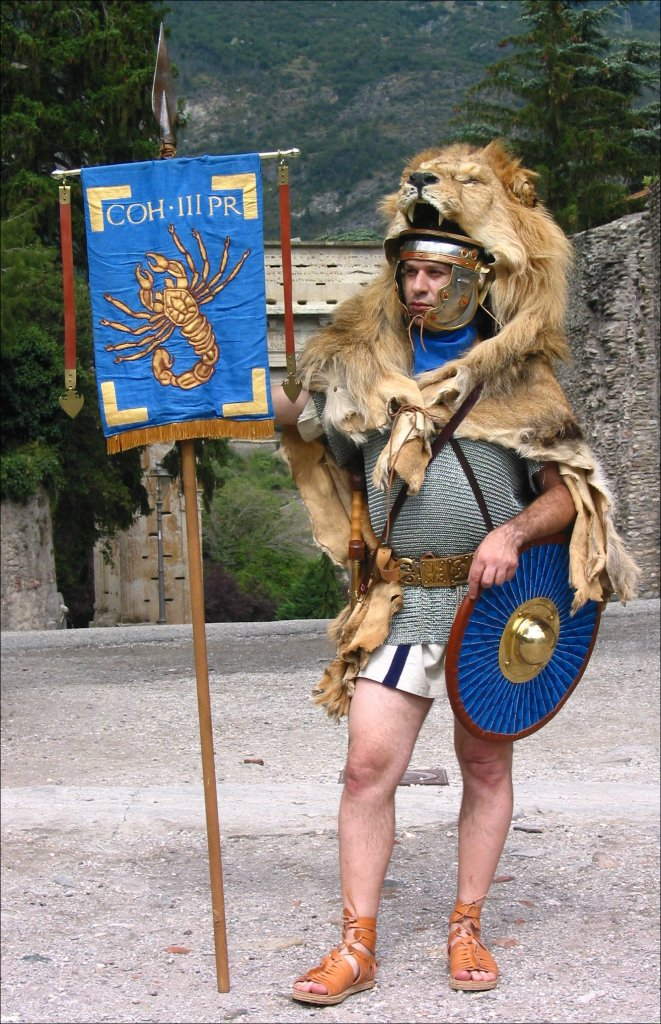
Римский знаменосец-сигнифер с пармой на поясе. Современная реконструкция

В период ранней Республики парма использовалась легионерами, которые в дальнейшем заменили её на скутум. Она осталась щитом лёгкой пехоты (велитов). Парма входила в снаряжение воинов вспомогательных войск (ауксилиариев) и всадников (в которых он назывался parma equestris — «кавалерийская парма»), а также её носили вместо скутума знаменосцы-сигниферы и музыканты легиона.
Кроме римских воинов, парма также входила в состав доспехов некоторых типов древнеримских гладиаторов (гопломахов, еседариев, эквитов).

## В литературе

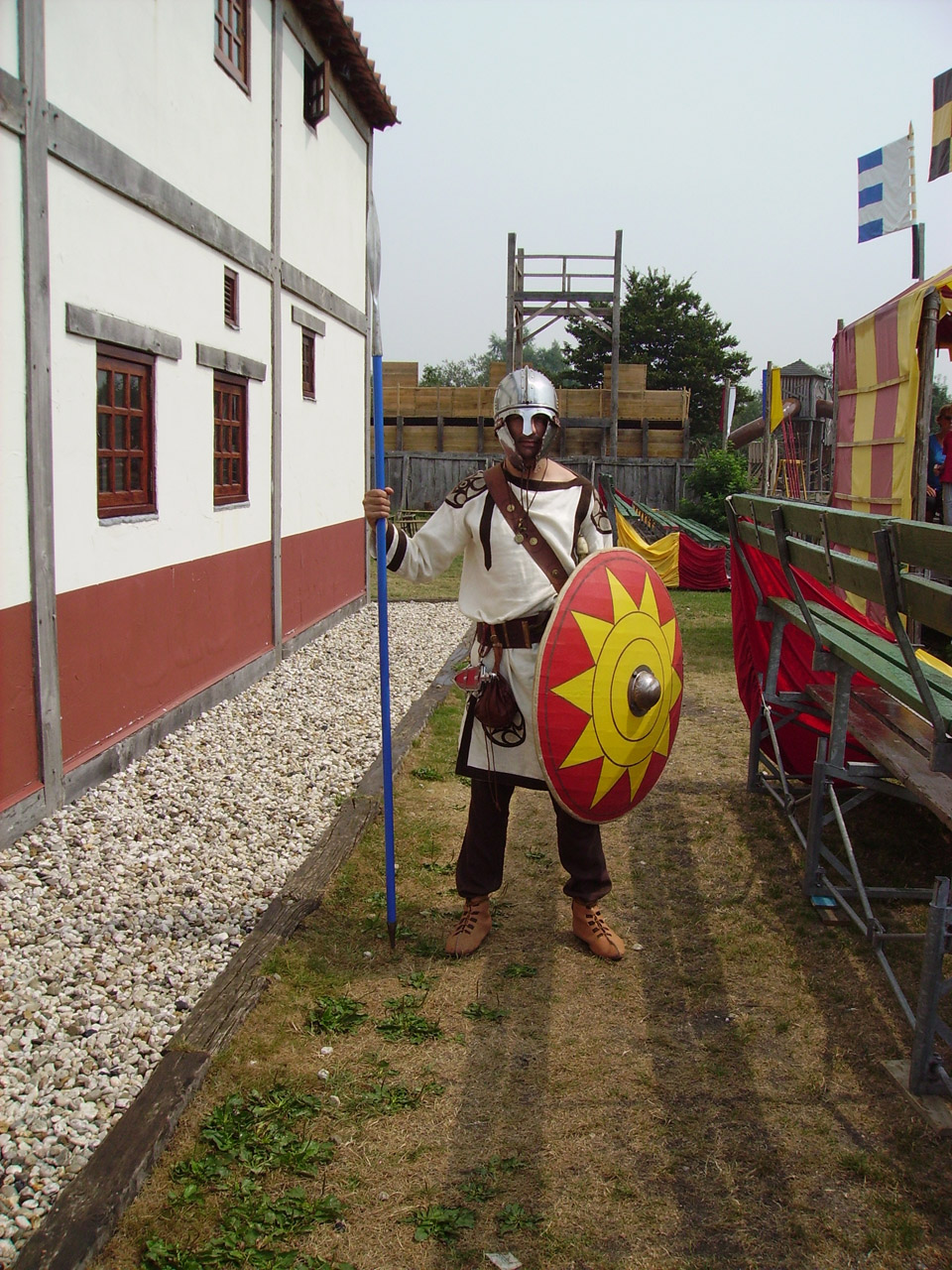
Реконструкция вооружения римского воина V века

В «Энеиде» Вергилия пармами названы щиты, которыми защищаются тевкры (троянцы) в битве против греков, а затем — против рутулов.